# Romuald
A Romuald germán eredetű férfinév, jelentése dicsőség, hírnév + uralkodó, tevékeny.

## Rokon nevek
- Romvald:[1] a Romuald alakváltozata.[2]

## Gyakorisága
Az 1990-es években a Romuald és a Romvald szórványos név, a 2000-es években nem szerepelnek a 100 leggyakoribb férfinév között.

## Névnapok
Romuald, Romvald
- február 7.[2]
- június 19.[2]

## Híres Romualdok, Romvaldok
- Németh Romuáld (eredetileg János; 1899-1975) gimnáziumi tanár, bencés pap.